# Blanka Dovjak-Matković
Blanka Dovjak–Matković (Zagreb, 7. prosinca 1920. – Zagreb, 6. ožujka 1993.), hrvatska književnica.
Pisala je pjesme za djecu i odrasle (standardnim jezikom i kajkavštinom), kratke priče, tekstove za slikovnice, a najcjenjeniji je njezin posljednji književni uradak, roman “Zagrebačka priča”.
U rodnom Zagrebu je stekla osnovno i srednjoškolsko obrazovanje. Još kao gimnazijalka objavljuje pjesme i prozu u podlistku tadašnjeg dnevnika “Jutarnjeg lista”, a sa samo osamnaest godina izdaje zbirku kajkavskih pjesama “Od protuletja do zime” (1938.). Nakon te zbirke pjesama slijedi tridesetogodišnja stvaralačka pauza uzrokovana autoričinom zaokupljenošću obiteljskim životom.
1970. godine izlaze priče za djecu pod naslovom “Neobična ulica”, 1973. g. “Priče iz Dubrave”, 1974. g. zbirka kajkavskih pjesama “Lamentacija na lanci”, 1980. izlaze priče za djecu pod naslovom “Neke male važnosti”, zatim 1986. g. izlazi zbirka pjesama “Striptease”, 1987. g. izlazi njezin najbolje djelo – roman “Zagrebačka priča”.
Osim toga objavila je i dvanaest slikovnica s naslovom Tajana posvećenih njezinoj unuci Tajani preminuloj u petoj godini života u prometnoj nesreći. Slikovnice su prevedene na njemački i ruski jezik, a lik djevojčice Tajane pojavljuje se i u drugim njezinim djelima. U zbirci priča “Neobična ulica” Tajana je glavni lik, a u zbirci “Priče iz Dubrave” povezuje sve priče zbirke. 
Iako se afirmirala i svojim pjesmama, posebice onima na kajkavskom dijalektu, još više je stekla književno ime kratkim pričama. Vješta je i duhovita pripovjedačica, koja i o naoko sitnim i beznačajnim stvarima zna saplesti zanimljive i neobične zgode. Polazi uvijek od nečeg zbiljskog, ali ne ostaje na tome nego pušta krila svojoj mašti i plovi u carstvo bajki. No nema onih grubih skokova karakterističnih za narodnu bajku, nego se pričanje gotovo neprimjetno pretapa iz realnog u irealno. Sve su to maštarije koje bi se i djeci, u trenucima maštovite razigranosti, u sličnom obliku mogle javiti.

## Djela
- "Od protuletja do zime" (1938.),
- "Neobična ulica" (1970.),
- "Priče iz Dubrave" (1973.),
- "Lamentacija na lanci" (1974.),
- "Neke male važnosti" (1980.),
- "Striptease" (1986.),
- "Zagrebačka priča" (1987.).

## Vanjske poveznice
- Dovjak-Matković, Blanka Hrvatska enciklopedija. LZMK